# Himekishi wa Barbaroi no Yome
Himekishi wa Barbaroi no Yome (яп. 姫騎士は蛮族の嫁, досл. «Принцеса-лицарка, наречена варвара»), або просто Наречена варвара — серія манґи, написана та проілюстрована Норіакі Котобом. Вона виходить у сьонен журналі Bessatsu Shōnen Magazine видавництва Kodansha з січня 2021 року.
Аніме-адаптація у вигляді телевізійного серіалу від студії Jumondou планується до виходу в жовтні 2025 року.

## Сюжет
Серафіна де Лавіллан найсильніша лицарка Заходу, воює проти варварів зі Сходу. Вона потрапляє в полон і її віддають як наречену королю варварів, Веору. На її подив король виявляється вродливим, витонченим і всіляко намагається її зачарувати.

## Персонажі
Серафіна де Лавіллан (яп. セラフィーナ・ド・ラヴィラント, Serafīna do Ravuiranto)
Сейю: Саюмі Судзушіро
Веор (яп. ヴェーオル, Buēoru)
Сейю: Сатоші Іномата
Серсея (яп. ツェツィ, Tsuetsui)
Сейю: Хана Хішікава
Алісса Мальсіус (яп. アリッサ・マルシアス, Arissa Marushiasu)
Сейю: Акі Тойосакі

## Медіа

### Манґа
Автором і художником «Нареченої варвара» є Норіакі Котоба. Манґа почала виходити в сьонен журналі Bessatsu Shōnen Magazine видавництва Kodansha 9 січня 2021 року.
Kodansha публікує розділи у вигляді окремих танкобонів. Перший том вийшов 9 червня 2021 року. Станом на 9 квітня 2025 року видано дев'ять томів.
У травні 2023 року Kodansha розпочала публікацію манґи англійською мовою під назвою «The Warrior Princess and the Barbaric King» на своєму цифровому сервісі K Manga. У травні 2024 року видавництво Seven Seas Entertainment оголосило про придбання ліцензії на друковане та цифрове видання манґи в Північній Америці під назвою The Barbarian's Bride, а перший том вийшов 1 жовтня того ж року.
| № | Дата виходу      | ISBN                   |
| - | ---------------- | ---------------------- |
| 1 | 9 червня 2021    | ISBN 978-4-06-522751-0 |
| 2 | 9 листопада 2021 | ISBN 978-4-06-525938-2 |
| 3 | 8 квітня 2022    | ISBN 978-4-06-527517-7 |
| 4 | 9 вересня 2022   | ISBN 978-4-06-529063-7 |
| 5 | 9 березня 2023   | ISBN 978-4-06-530522-5 |
| 6 | 8 серпня 2023    | ISBN 978-4-06-532598-8 |
| 7 | 8 лютого 2024    | ISBN 978-4-06-534163-6 |
| 8 | 8 жовтня 2024    | ISBN 978-4-06-537017-9 |
| 9 | 9 квітня 2025    | ISBN 978-4-06-539047-4 |

### Аніме
У жовтні 2024 року було анонсовано, що манґа отримає аніме-адаптацію у вигляді телевізійного серіалу. Виробництвом займеться студія Jumondou, а режисером буде Такаюкі Танака. Сценарій напише Мія Асакава, дизайн персонажів розроблять Масайоші Кікучі, Маюмі Фудзіта та Хадзіме Хатакеяма, а музику — Аріса Окехазама. Прем'єра запланована на жовтень 2025 року.
Стрімінговий сервіс Crunchyroll транслюватиме серіал під назвою «The Warrior Princess and the Barbaric King» (Войовнича принцеса і варварський король).

## Сприйняття
Станом на вересень 2022 року, тираж манґи становив 200 тисяч копій.